# Psychotria coursii
Psychotria coursii är en måreväxtart som beskrevs av Cornelis Eliza Bertus Bremekamp. Psychotria coursii ingår i släktet Psychotria och familjen måreväxter. Inga underarter finns listade i Catalogue of Life.